# Axel Schovelin
Axel Thorsen Schovelin, född 22 mars 1827 i Köpenhamn, död 18 december 1893 på Frederiksberg, Köpenhamn, var en dansk målare, grafiker och tecknare
Han var son till bokhandlaren Peter Thorsen Schovelin och Anna Cathrine Elisabeth Larsen och från 1851 gift med Oline Hansine Petrine Moos. Efter utbildning vid Det Kongelige Danske Kunstakademi i Köpenhamn 1839–1846 samt studieresor till Tyskland och Frankrike var Schovelin huvudsakligen verksam som landskapsmålare med motiv från Köpenhamns omgivningar. Han besökte ofta Sverige på målarresor och utförde 1863 målningen Ringsjøn i Skaane. Middagsbelysning. Han medverkade från 1848 och fram till sin död regelbundet i konstutställningarna på Charlottenborg i Köpenhamn och 1850 medverkade han i en utställning på Konstakademien i Stockholm. Han utgav 1881–1891 sju häften med en samling Mærkelige danske Træer där han själv utförde teckningen och raderingen.  